# حمید سبزواری
حسین آقا ممتحنی مشهور به حمید سبزواری (زادهٔ ۱۳۰۴ در سبزوار – درگذشته ۲۲ خرداد ۱۳۹۵ در تهران) شاعر ایرانی بود که با عنوان «شاعر انقلاب» شناخته می‌شد. اگر چه برخی در مورد او لقب «پدر شعر انقلاب» را نیز به کار برده‌اند. یکی از مشهورترین آثار او چکامه همپای جلودار است که با دکلمه فرج‌الله سلحشور و خوانندگی حسام‌الدین سراج اجرا شده‌است. «آمریکا، آمریکا، ننگ به نیرنگ تو» یکی دیگر از آثار مشهور اوست.

## زندگی
حمید سبزواری در ۱۳۰۴ در سبزوار زاده شد. پدرش، «عبدالوهاب»، شاغل ساده‌ای بود که قریحهٔ شعری داشت. جدش، ملا محمدصادق ممتحنی، شاعری بود که «مجرم» تخلص می‌کرد و آثارش در سفری به مشهد و در حملهٔ راهزنان به یغما رفت. سبزواری، قبل از مدرسه، قرآن را در خانه و نزد مادرش آموخته‌بود. او بعداً در سال ۱۳۱۱ به مدرسهٔ شیخ حسن داورزنی رفت. پدر و مادر حمید اولین استادان وی بودند. او جامع المقدمات را نزد میرزا حبیب جوینی خوانده‌بود. محمدعلی محمدی نیز از دیگر استادان وی بود. سبزواری نزد پدرش اصول شاعری را آموخت. وی از ۱۴ سالگی به سرودن شعر پرداخت و اشعارش را در دفتر شعری با نام فریادنامه می‌نوشت. وی در دوره نوجوانی در سبزوار زندگی می‌کرد. در سبزوار کتابفروشی ای به نام خسروی شعرهای حمید را چاپ کرد و فروخت. حمید می‌خواست این کار را در تهران نیز انجام بدهد لیکن در آن زمان موفق به این کار نشد.
نوجوانی و جوانی سبزواری در دوران حکومت رضاشاه پهلوی گذشت و تحولات این دوره بر روحیه وی تأثیر گذاشتند. چهارده‌ساله بود که سرودن شعر را آغاز کرد. در آن سنین از روی کنجکاوی به احزاب و گروه‌های سیاسی مختلف سر می‌زد تا با آرا و نظرات آن‌ها آشنا شود. سبزواری ابتدا به شغل معلمی مشغول بود. او توانسته بود در سال ۱۳۳۱ در آزمون استخدامی آموزش و پرورش، با کسب رتبه سوم، جذب شود.
سبزواری در ۱۳۳۱ ازدواج کرد و یک سال بعد از ازدواج، کودتای ۲۸ مرداد ۱۳۳۲ برای حمید گرفتاری‌هایی به وجود آورد و او تحت تعقیب قرار گرفت. سبزواری مدتی متواری بود و مدت زمانی را در اسفراین مخفی شد. او بعداً خود را به شهربانی سبزوار معرفی کرد و چهار سال در وضعیت بلاتکلیفی و تعلیق طی کرد تا سرانجام تبرئه شد. بعد از حوادث مرداد ۱۳۳۲ وی از وزارت آموزش و پرورش اخراج شد. او مدتی در شرکتی که سنگ معدن استخراج می‌کرد در اطراف سبزوار و شاهرود کار کرد و مدتی را نیز با اجاره حمام در سبزوار گذراند. بعدها در بانک بازرگانی (بانک تجارت پس از انقلاب) مشغول به کار شد. وی بعدتر‌ در سال ۱۳۵۷ به تهران رفت و عضو انجمن ادبی شد. کمی بعد حکومت پهلوی سقوط کرد.
پس از انقلاب اسلامی ایران، مهم‌ترین فعالیت سبزواری، شاعری بود. شعر او را شناسنامهٔ زمانمند انقلاب نامیده‌اند. زیرا کمتر حادثه یا رویدادی بعد از انقلاب روی داده‌است که انعکاس آن در شعر او نیامده باشد. حمید پس از آغاز انقلاب با استعفا دادن از بانک، تمام توان خود را صرف پیروزی انقلاب ۱۳۵۷ ایران و فعالیت‌های فرهنگی هنری کرد. او برای این منظور به صدا و سیما رفت و عضو شورای شعر شد. یکی از این مشهورترین شعرها، «آمریکا، آمریکا، ننگ به نیرنگ تو» بود. از اولین اشعاری که او برای انقلاب ایران سرود، شعر «برخیزید ای شهیدان راه خدا» بود که در بدو ورود روح‌الله خمینی به ایران،‌ برای او خوانده شد.

## درگذشت
حمید سبزواری، بامداد ۲۲ خرداد ۱۳۹۵ در ۹۱ سالگی به دلیل کهولت سن و وخامت بیماری در تهران درگذشت. او پس از درگذشت به سبزوار منتقل و در آنجا دفن شد. او وصیت کرده بود تا در خانه خودش در سبزوار دفن شود. بعد از درگذشت او،‌ سید علی خامنه‌ای رهبر وقت جمهوری اسلامی ایران،‌ درباره او پیام تسلیتی صادر کرد.

## جوایز
- نشان درجه یک فرهنگ و هنر (۱۳۷۱)[۱۹][۲۰]
- چهره ماندگار دوره سوم (۱۳۸۲)[۲۱]
- نشان افتخار جهادگر عرصه فرهنگ و هنر (۱۳۹۳)[۲۲][۲۳]
- برنده جایزه کتاب سال برای کتاب سرود درد (۱۳۷۵)[۲۴]

## آثار
سبزواری خالق اشعار بسیاری است که برخی از آنها شهرت زیادی داشته‌اند. شعر آمریکا، آمریکا، ننگ به نیرنگ تو،‌ این پیروزی خجسته باد و این بانگ آزادی است کز خاوران خیزد و خمینی ای امام از مشهورترین اشعار اوست. سبک شعری او، حماسی، عرفانی اعم از قصیده، غزل، دوبیتی، رباعی و شعر نو بود. از مجموعه آثار به جا مانده از سبزواری، یک مجموعه آثار منتشر شده است. برخی از آثار او که به صورت مکتوب چاپ شده‌اند؛ عبارتند از:
- سرود درد[۲۹]
- سرود سپیده[۳۰]
- سرودی دیگر[۳۱]
- یاد یاران[۳۲]
- تو عاشقانه سفر کن
- گزیده ادبیات معاصر[۳۳]
- بانگ جرس
- به ننگ آمده دشمن[۳۴]
- او قهرمان این مرز و بوم است.

## آثار دربارهٔ وی
مستند
- آقای حمید[۳۵][۳۶]
- شاعر سپیده[۳۷]
- سرود سرو[۳۸]
- تنفس صبح[۳۹]

بزرگداشت
- کنگره بزرگداشت حمید سبزواری در سبزوار[۴۰]